# Загибель людства

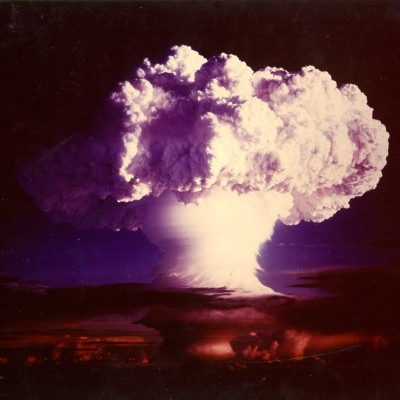
Ядерна війна є передбачуваною причиною вимирання людства

Загибель людства — гіпотетичний сценарій вимирання людського роду від руйнуючого зовнішнього фактора (глобальна катастрофа) чи внутрішнього деструкційного явища (Третя світова війна). Наука, масова культура і релігія обговорюють різні сценарії загибелі. Важливо розрізняти сценарії людського вимирання і зникнення життя на Землі. Деякі можливі події (наприклад, селективна пандемія) можуть ліквідувати людство на Землі, залишаючи інше складне життя на планеті практично без втрат.

## Можливі сценарії

### Важкі форми відомих або зареєстрованих лих
- Війна, хай то ядерна, біологічна чи звичайна.
- Пандемія за участі стійких до антибіотиків бактерій, пріону або антивірусних можливостей вірусу. У практичному плані це навряд чи: не всі люди та громади, ймовірно, будуть заражені хворобою, та не всі люди помруть від неї.
- Вчені, такі як Річард С. Дункан заявили, що голод в результаті поєднання перенаселення і виснаження основних невідновлюваних ресурсів, особливо нафти, досить імовірний у найближчому майбутньому, як це було запропоновано у версії катастрофи Мальтуса та теорії Олдувая. Хоча в більшості прогнозів такий голод може призвести тільки до різкого скорочення в людській популяції, на відміну від прямого вимирання, інші припускають, що імовірні поєднання подій (такі, як війни та пандемії водночас) людство не зможе пережити.

### Колапси навколишнього середовища
- Катастрофічні зміни клімату в результаті глобального потепління або наслідки великої вирубки лісів та забруднення.
- Втрата дихаючої атмосфери, наприклад, унаслідок аноксії.
- Поява у великих масштабах вулканізму, можливо, супервулкана (250 млн років тому, після Перм-тріасового вимирання життя на Землі, природа відновилась тільки після 30 мільйонів років)
- Льодовиковий період, що веде до тотального зледеніння землі. Льодовиковий період може бути в результаті ядерної зими.
- Руйнування озонового шару, що викликає підвищений рівень ультрафіолетового випромінювання.

### Довгострокові загрози
- Протягом мільйонів років гіпергігант Ета Кіля, яка розташована в 7500 світлових роках від Сонця, може стати гіперновою.
- Через 1,4 млн років Gliese 710 буде тільки в 1,1 світлового року від Землі й може катастрофічно порушити хмару Оорта.
- Приблизно через 3 мільярди років наша галактика Чумацький Шлях, як очікується, зіткнеться з галактикою Андромеди. Зіткнення, ймовірно, буде мізерне, однак наслідки для орбіт зірок і планет, залишаються неясними, і їх неможливо передбачити, для окремих зоряних систем.
- Через 5 млрд років зоряної еволюції Сонце досягне стадії червоного гіганта. Воно буде розширюватися й поглине Землю. Але перш ніж це відбудеться, воно вже змінить клімат Землі і його випромінюваний спектр може змінитись таким чином, що земні люди не зможуть вижити.
- У далекому майбутньому основними причинами людського вимирання будуть теплова смерть та охолодження через розширення Всесвіту.

### Еволюція
- Еволюція людства в після гуманітарну форму життя або існування з допомогою технології, не залишаючи слідів оригінальних людей. Людство замінить своїх предків-попередників за допомогою генної терапії у короткостроковій перспективі, але можливо й протягом мільйонів років.

Коментатори, такі як Ганс Моравек стверджують, що людство в кінцевому підсумку буде витіснене і замінене штучним інтелектом або іншими формами штучного життя; такі як Кевін Уорвік стверджує, що можливості людини розвиваються шляхом зв'язування з технологією, тоді як інші стверджують, що людство неминуче дійде до технологічної сингулярності й, крім того, що цей результат є бажаним.